# Chantent l'Amérique latine
Chantent l'Amérique latine es un disco recopiltorio de Los Calchakis, editado en 1988 con el sello francés ARION.

## Lista de canciones
| Tema musical           | Recogido en el disco:                        |
| ---------------------- | -------------------------------------------- |
| Naranjitallay          | Le vol du condor 1985                        |
| Adelante               | Le chant des poètes révoltés / Vol 2 1978    |
| El pilón               | Raíces africanas 1984                        |
| Los reyes magos        | Le vol du condor 1985                        |
| El monumento           | Cantata para un Hombre Libre 1982            |
| Lo único que tengo     | Le chant des poètes révoltés / Vol 2 1978    |
| El vuelo del cóndor    | Le vol du condor 1985                        |
| Los caminos            | Raíces africanas 1984                        |
| Rostro de cobre        | Le chant des poètes révoltés / Vol 1 1974    |
| Destino de sombras     | Le chant des poètes révoltés / Vol 1 1974    |
| Santa María de Iquique | La flute indienne a travers les siècles 1973 |
| Rondador               | Les flutes de l'Empire Inca 1975             |
| Después del silencio   | La flute indienne a travers les siècles 1973 |
| Patria adentro         | Pueblos del Sur 1983                         |
| Luna llena             | Raíces africanas 1984                        |
| Salida al mar          | Pueblos del Sur 1983                         |
| Diego Rivera           | Pueblos del Sur 1983                         |
| Lejos de mi tierra     | Toute l'Argentine 1976                       |
| Chile                  | Le chant des poètes révoltés / Vol 1 1974    |
| Tierra aymara          | Au pays de la diablada 1979                  |
| Cuando canta mi pueblo | Himno al Sol 1980                            |